# 硫化ガリウム(II)
硫化ガリウム(II) (Gallium(II) sulfide, GaS) は、ガリウムと硫黄からなる化合物である。元素から合成される通常の形の硫化ガリウム(II)は、Ga-Ga距離が248 pmのGa24単位を含む六角形の層状構造である。この層状構造は、テルル化ガリウム(II)、セレン化ガリウム(II)、セレン化インジウム(II)等に似ている。有機金属気相成長法を用いて、歪んだウルツ鉱型構造を持つ珍しい準安定状態が生成されたことが報告されている。有機金属化合物の前駆体は、例えばGatBu2(S2CNMe2)等のジ-tert-ブチルガリウムジチオウレタンであり、GaAsの上に堆積する。この方法で生成したGaSの構造は、Ga2+S2-と考えられる。
硫化ガリウムの単層は、動的安定な二次元半導体であり、その中の価電子帯は逆ソンブレロ型で、正孔ドープが増加し、リフシッツ転移が起きる。